# Streptoleberis flexilis
Streptoleberis flexilis (Synoniem: Scleroconcha flexilis) is een mosselkreeftjessoort uit de familie van de Philomedidae. De wetenschappelijke naam van de soort is, als Philomedes flexilis, voor het eerst geldig gepubliceerd in 1898 door Brady.